# Европейский полицейский колледж
Европейский полицейский колледж (аббревиатура CEPOL c фр. расшифровывается как «Collège européen de police» — «Европейский полицейский колледж»), — агентство Европейского союза, объединяющее офицеров полиции в Европе с целью развития международного сотрудничества в борьбе с преступностью и обеспечения общественной безопасности и правопорядка. С 2014 года штаб-квартира колледжа находится в Будапеште, Венгрия, до этого располагаясь в городе Брамшил (англ. Bramshill), Великобритания.

## История
Хотя Европейский полицейский колледж был создан в качестве агентства в 2005 году, его история начинается несколько раньше. На встрече в Тампере 15—16 октября 1999 года Европейский совет постановил, что колледж должен быть учрежден с целью тренировки старших офицеров полиции. Созданный Решением Совета 2000/820/JHA, полицейский колледж начал функционировать 1 января 2001 года. Секретариат был временно размещен в Копенгагене, Дания. Впоследствии Совет Европейского союза несколько раз вносил в решение 2000/820/JHA поправки, которые изменили структуру и штаб-квартиру колледжа, перенеся штаб-квартиру в Брамшил. Создание полицейского колледжа в качестве агентства было закреплено в Регламенте Совета 2005/681/JHA от 20 сентября 2005 года.

## Задачи
Европейский полицейский колледж, по Решению 2005/681/JHA, имеет следующие цели и задачи:
- Расширять знания офицеров полиции о национальных полицейских системах, о структурах других государств-членов и о трансграничном взаимодействии полиции внутри ЕС;
- Расширять знания о функционировании и роли международных и союзных институтов, например, Европола и Евроюста;
- Организовать курсы для офицеров;
- Способствовать подготовке согласованных программ для обучения сотрудников полиции на местах с учетом трансграничного сотрудничества между полицейскими силами в Европе;
- Разрабатывать и обеспечивать подготовку полицейских властей в странах-кандидатах;
- Борьба с транснациональной преступностью;[5]

Исполняя свои задачи, агентство может взаимодействовать с союзными органами по обеспечению правопорядка, с соответствующими учебными заведениями в Европе, а также с соответствующими национальными учебными институтами в странах, не входящих в ЕС, особенно странах-кандидатах. Колледж проводит 70—100 курсов, семинаров и конференций каждый год.

## Структура
Структура агентства:
- Управляющий совет состоит из делегаций от всех государств, входящих в ЕС. Каждая делегация обладает одним голосом. Совет обычно состоит из директоров национальных полицейских учебных заведений. Когда есть несколько директоров от одного государства, то они образуют делегацию. Председателем управляющего совета является представитель государства, председательствующего в Совете Европейского союза. Также представители Европейской комиссии и Европола входят в состав совета, но без права голоса. Управляющий совет должен собираться не менее двух раз в год.

Управляющий совет разрабатывает учебные планы и программы, учебные пособия. Единогласным решением совет принимает проект бюджета, который отправляется на утверждение в комиссию. Также совет принимает ежегодный и пятилетний отчеты, которые тоже направляются в комиссию и в Европейский парламент, и рабочую программу. Совет назначает директора Европейского полицейского колледжа.
- Агентство управляется директором. Директор подготавливает рабочую программу, проект бюджета и годового отчета и направляет их на утверждение в управляющий совет. Директор выполняет бюджет, рабочую программу и устанавливает контакты с соответствующими сторонними службами. Директор несет ответственность за свою деятельность перед управляющим советом. Директор должен отчитаться за свои действия перед Советом Европейского союза или Европарламентом, если они попросят его об этом.

Директор агентства назначается управляющим советом из, как минимум, трех кандидатов. Срок работы исполнительного директора — 4 года. Один человек может занимать должность два срока. Управляющий совет может принять решение о расширении срока работы директора. Также совет может сместить директора. В настоящее время исполнительным директором является Ференц Банфи.
Штат агентства — 30 человек. В 2010 бюджет агентства был 7,8 млн евро.